# Franz Mair (Komponist)

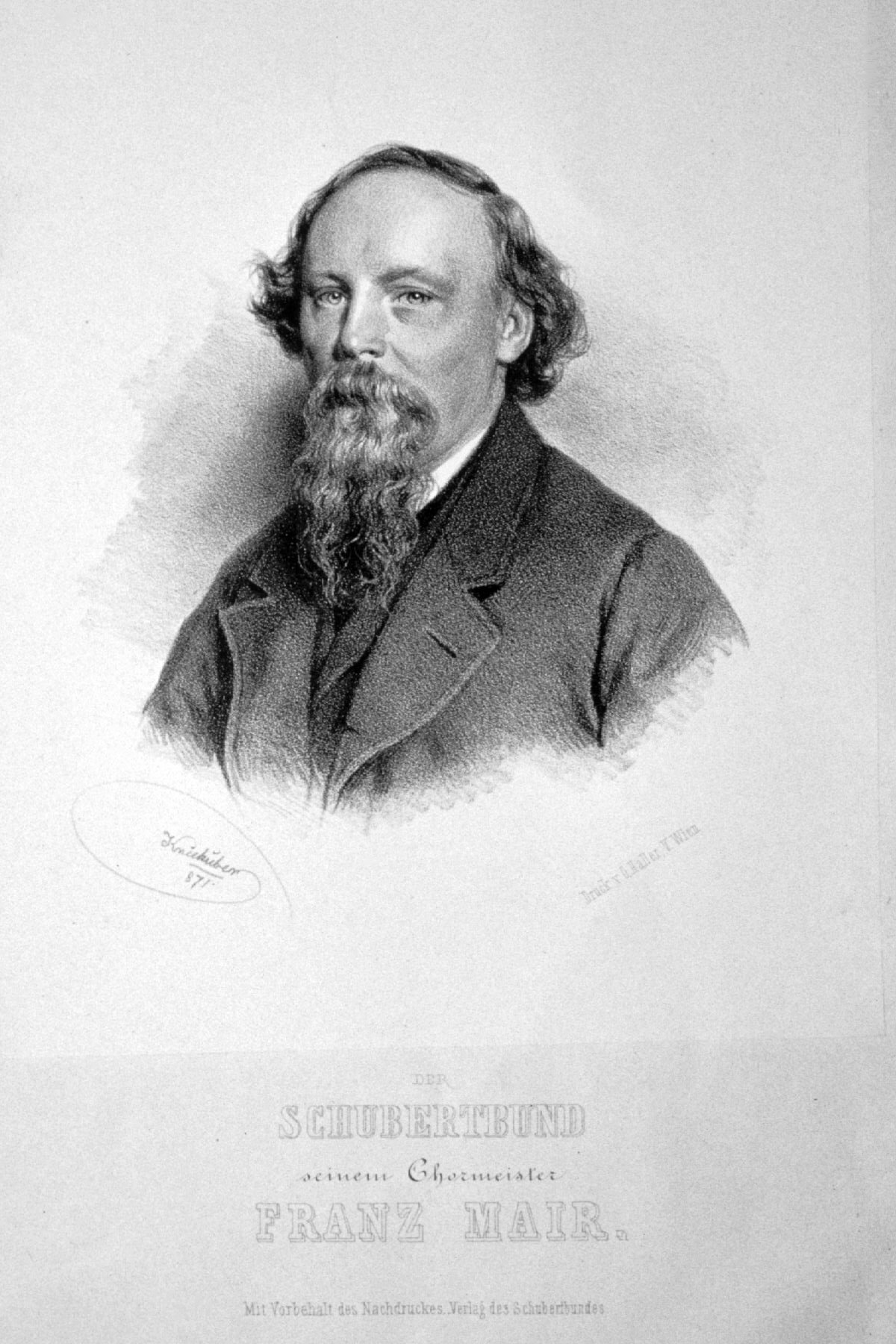
Franz Mair, Lithographie von Josef Kriehuber, 1871

Franz Mair (* 15. März 1821 in Weikendorf; † 30. November 1893 in Wien) war Chormeister, Komponist und Gründer des Wiener Schubertbundes.

## Leben
Franz Mair, Sohn eines Lehrers, absolvierte die Realschule sowie die Lehrerbildungsanstalt in Wien. Er war Chormeister des Wiener Männergesang-Vereins, nach Zerwürfnissen mit dem Chor trennte er sich von ihm und gründete 1863 den “Wiener Schubertbund”.
Franz Mair wurde auf dem Wiener Zentralfriedhof begraben, sein Ehrengrab befindet sich
im Feld Gruppe 0, Nr. 17.

## Werke

### Opern
- Der Liebesring
- Klara von Wyssehrad